# Дабович, Ана
Ана Дабович (серб. Ана Дабовић; род. 18 августа 1989 года, Цетине) — сербская профессиональная баскетболистка, выступавшая в женской национальной баскетбольной ассоциации. В настоящее время защищает цвета французской команды «БЛМА Лат-Монпелье». Играет на позиции разыгрывающего защитника. Чемпионка женской НБА 2016 года в составе клуба «Лос-Анджелес Спаркс».
В составе национальной сборной Сербии завоевала бронзовые медали летних Олимпийских игр в Рио-де-Жанейро и принимала участие в Олимпийских играх 2020 года в Токио, кроме этого стала победительницей чемпионата Европы 2015 года в Венгрии и Румынии и чемпионата Европы 2021 года в Испании и Франции и выиграла бронзовые медали чемпионата Европы 2019 года в Сербии и Латвии.

## Биография
Дабович Ана родилась 18 августа 1989 года в Цетине СФРЮ в спортивной семье: папа — баскетбольный тренер, сёстры и брат играли в баскетбол. Баскетболом Ана стала заниматься с 6 лет. Первым профессиональным клубом в 16 лет стала команда «Херцег-Нови» из Черногории, именно там Ана сыграла первые матчи на взрослом уровне.
В 18 лет она переехала в Албанию, затем снова в черногорский клуб и оттуда уже отправилась в одну из сильнейших лиг Европы — чемпионат Греции. В греческом «Арисе» Дабович выделялась стабильной игрой вследствие чего участвовала в Матче звёзд-новичков греческой баскетбольной лиги — 2010.
После окончания сезона у Аны было много вариантов продолжения карьеры. Летом 2010 года на турнире в Словакии в составе национальной сборной играла против сборной России, где главный тренер сборной России и по совместительству гл. тренер «Динамо-ГУВД» Борис Соколовский заметил её и сделал предложение перейти в новосибирский клуб. В сезоне 2010/11 Ана Дабович выступала в женской Премьер-лиге чемпионата России за «Динамо-ГУВД».
Успешное выступление в сезоне 2010/11 в чемпионате России и Кубке Европы ФИБА не осталось не замеченным для селекционеров сильнейших клубов Европы. 5 мая 2011 года Ана подписала контракт с неоднократным участником женской Евролиги, лидером польского баскетбола «Вислой Кэн-Пак» (Краков) на один сезон.
Подруга по команде «Висла Кэн-Пак» черногорка Милка Бьелица официальному сайту ФИБА Европа высказалась об Ане:

Она моя коллега из Сербии, очень милая и смешная девушка. Её основной особенностью является красивая улыбка, которая всегда присутствует на её лице. Самое известной считается её крик: «Oпaaa!». Кроме того, есть одна особенно интересная вещь о ней — у неё всегда в игре с одной стороны шорты свернуты, в то время как другая сторона прямо.

В сезоне 2011/12 она вместе с командой выиграла все национальные турниры: Кубок и чемпионат Польши, причём в первенстве она участвовала в 33 играх (первый показатель в команде вместе с Паулиной Павляк), 15,8 минут в среднем за матч (8-й показатель). Также Ана участница Финала восьми Евролиги, сыграв в трёх играх турнира.
Летом 2012 года сборная Сербии, ведомая двумя сестрами Дабович, преодолела жёсткую конкуренцию сборных Черногории и Польши, у всех трёх команд в квалификации были одинаковые очки и только по дополнительным показателям Сербия заняла 2-е место, вышла в финальный раунд чемпионата Европы — 2013. Ана была лучшая в команде по количеству набранных очков за игру — 14,4, обойдя свою старшую сестру Милицу (13,6).
В августе 2012 года Ана подписывает контракт с турецким клубом «ТЕД» из Анкары, спортсменка решила пойти на такой шаг в основном из-за того, что не получала в польском клубе много игровой практики. В Турции Ана получила игрового времени сполна — 34,2 минуты в среднем за матч она проводила на площадке (лучший результат в команде), набрала 16,9 очков (2-я в команде и 4-я в турецком чемпионате), но успехи команды были плачевны — 9-е место и непопадание в стадию плей-оффа чемпионата Турции, невыход из группы в Кубке Европы. После сезона Ана принимает решение снова вернуться в Россию и выступать за московское «Динамо».
Летом 2013 года на чемпионате Европы Ана стала одним из «творцов» лучшего выступления сборной Сербии за всю её историю — 4-е место. На протяжении всего турнира Дабович показывала уверенную игру и в итоге по набранным очкам она стала второй в команде после Елены Милованович, но из-за травмы Ана пропустила последнюю игру — матч за 3-е место.
Вместе с московским «Динамо» выиграла кубок Европы, в розыгрыше которого имела второй командный показатель по набранным очкам (14,2) и передачам (3,1), была лучшей по перехватам (1,7). На чемпионате мира в Турции Ана показала блестящую игру, имеет лучший командный показатель по набранным очкам (13,6), передачам (2,9). В 3-х матчах из 7 была лучшим бомбардиром: США (24 очка), Куба (21), Франция (19). В 2015 году со сборной Сербии Ана выиграла чемпионат Европы, что позволило сербкам впервые в истории попасть на Олимпийские игры.
В октябре 2016 года стала чемпионкой ЖНБА.

### Статистика выступлений за клубы (средний показатель)
|  | Кубок Европы |
|  | Евролига     |

| Клуб                           | Сезон   | Чемпионат | Чемпионат | Чемпионат | Чемпионат | Еврокубки | Еврокубки | Еврокубки | Еврокубки |
| Клуб                           | Сезон   | Игр       | Очк       | Подб      | Перед     | Игр       | Очк       | Подб      | Перед     |
| ------------------------------ | ------- | --------- | --------- | --------- | --------- | --------- | --------- | --------- | --------- |
| «Арис» (Салоники)              | 2009-10 | 23        | 13,3      | 5         | 2,6       | —         | -         | -         | -         |
| «Динамо-ГУВД» (Новосибирск)    | 2010-11 | 26        | 20,3      | 5         | 4,9       | 9         | 20,3      | 5,4       | 4,6       |
| «Висла Кэн-Пак» (Краков)       | 2011-12 | 33        | 7,6       | 1,9       | 2,4       | 15        | 4,6       | 1,5       | 1,1       |
| «ТЕД Анкара Колейлие» (Анкара) | 2012-13 | 22        | 16,9      | 4,2       | 2,6       | 6         | 17,5      | 4,0       | 2,3       |
| «Динамо» (Москва)              | 2013-14 | 21        | 6,7       | 1,8       | 2,2       | 11        | 14,2      | 2,2       | 3,1       |

### Статистика выступлений за сборную Сербии (средний показатель)
| Сборная        | Сезон  | Место      | Чемпионат | Чемпионат  | Чемпионат | Чемпионат |
| Сборная        | Сезон  | Место      | Игр       | Очк        | Подб      | Перед     |
| -------------- | ------ | ---------- | --------- | ---------- | --------- | --------- |
| ЧЕ (до 18 лет) | 2006   | 2          | 8         | 10,4       | 2,9       | 2,1       |
| ЧЕ (до 20 лет) | 2008   | 3          | 8         | 3,6        | 0,8       | 0,5       |
| ЧЕ (до 20 лет) | 2009   | 7          | 9         | 15,6       | 4,1       | 5,7*      |
| ЧЕ             | 2011** | 3 в группе | 10        | 5,9        | 2,8       | 2,0       |
| ЧЕ             | 2013   | Квалиф. 4  | 8         | 14,4* 10,0 | 3,4 1,9   | 2,4 2,8   |
| ЧМ             | 2014   | 8          | 7         | 13,6       | 2,3       | 2,9       |

* — лучший показатель в команде
** — квалификационный раунд

## Командные достижения
- Бронзовый призёр Олимпийских игр (2016)
- Чемпион Европы 2015 года
- Серебряный призёр чемпионата Европы по баскетболу среди девушек (до 18 лет): 2006
- Бронзовый призёр чемпионатa Европы по баскетболу среди молодёжных команд (до 20 лет): 2008
- Серебряный призёр Средиземноморских игр: 2009
- Обладатель Кубка Европы: 2014
- Обладатель Кубка Албании: 2008
- Чемпион Польши: 2012
- Обладатель Кубка Польши: 2012

## Личные достижения
- 2005/06 и 2006/07 — лидер сезона в команде «БК Херцег-Нови» со средней результативностью за игру — соответственно 31,4 очка и 30,2 очка
- 2009 лидер чемпионата Европы по баскетболу среди молодёжных команд (до 20 лет) в Польше 2009 г. по результативным передачам за матч — 5, 7.
- 2010/11 лидер Кубка Европы ФИБА со средней результативностью за матч — 20,3 очка.
- 2010/11 лидер регулярного чемпионата России по количеству набранных очков и средней результативностью за матч — 357 очков (19,8 очка).
- 2010/11 Попадание в символическую пятерку «Финала четырех» Кубка России.

## Личная жизнь
- Сестра Аны Милица Дабович — известная сербская баскетболистка, в своё время поигравшая в Суперлиге «А» чемпионата России по баскетболу за УГМК, «Спартак» (Видное) и БК «Москва».
- При выборе национальной сборной Ана выбрала сборную Сербии, потому что сербский баскетбол намного сильнее черногорского.
- Из кинофильмов предпочитает мелодрамы и документальные фильмы.
- Хобби: общение с друзьями, собирает пазлы, читает книги, прогулки по городу и шопинг.
- После завершения карьеры игрока мечтает стать журналистом, встречаться с разными людьми, много путешествовать.
- Вредные привычки: азартные игры и сладкое.
- Кумир в спорте: Роджер Федерер[4].